# Jadwiga Lachmajer
Jadwiga Lachmajer, z domu Czernay (ur. 26 października 1907 w Haliczu, zm. 19 marca 2001 w Gdyni) – polska entomolog, parazytolog.

## Życiorys
Uczęszczała do Humanistycznego Gimnazjum Sióstr Urszulanek w Poznaniu, gdzie zdała maturę w 1927. Następnie studiowała na Wydziale Matematyczno-Przyrodniczym Uniwersytetu Poznańskiego, który ukończyła w 1932, uzyskując stopień magistra filozofii w zakresie zoologii i anatomii porównawczej. Na ostatnim roku studiów pracowała w Zakładzie Zoologii Uniwersytetu Poznańskiego jako młodszy asystent u prof. Grochamilickiego.
Od 1932 do 1939 była nauczycielką przyrody w Państwowym Gimnazjum i Liceum Koedukacyjnym w Tomaszowie Lubelskim. W tym czasie odbyła trzyletnie studia pedagogiczne na Uniwersytecie Poznańskim i uzyskała uprawnienia do nauczania przyrodoznawstwa i geologii w szkołach średnich i seminariach nauczycielskich.
W czasie wojny przebywała w Warszawie i w Krakowie, pracując jako nauczyciel prywatny. W czasie pobytu w Krakowie wyszła za mąż za Romana Lachmajera. Także w Krakowie urodziła się ich córka Małgorzata.
Po wojnie rodzina przeniosła się do Gdańska. Jadwiga Lachmajer rozpoczęła pracę w Instytucie Medycyny Morskiej i Tropikalnej, organizując od podstaw Pracownię Entomologii Medycznej, którą później przez wiele lat kierowała. Od 1959 do przejścia na emeryturę w 1978 była kierowniczką Zakładu Parazytologii Tropikalnej IMMiT.
W 1950 zdobyła stopień doktora na Uniwersytecie Mikołaja Kopernika w Toruniu. W 1955, za całokształt pracy naukowej, została docentem, a w 1965 Rada Państwa nadała jej tytuł profesora nadzwyczajnego.

## Praca naukowa
Jej zainteresowania naukowe obejmowały akaroentomologię medyczną, głównie Culicidae i Ixodidae oraz pasożytów zewnętrznych drobnych ssaków. Była krajowym ekspertem ds. Culicidae, opracowała programy zwalczania komarów. Badała występowanie ognisk tularemii na Pomorzu Zachodnim i kleszczowego zapalenia mózgu w Puszczy Białowieskiej.
Dorobek naukowy Jadwigi Lachmajer obejmuje ponad 100 publikacji. Jest też autorką scenariusza do filmu „Komar widliszek”, nagrodzonego na Festiwalu Filmów Oświatowych – Montreal’67.
Na emeryturę przeszła w 1977. Zmarła 19 marca 2001, pochowana na cmentarzu na Srebrzysku w Gdańsku (rejon IX, kwatera IV-8-2).

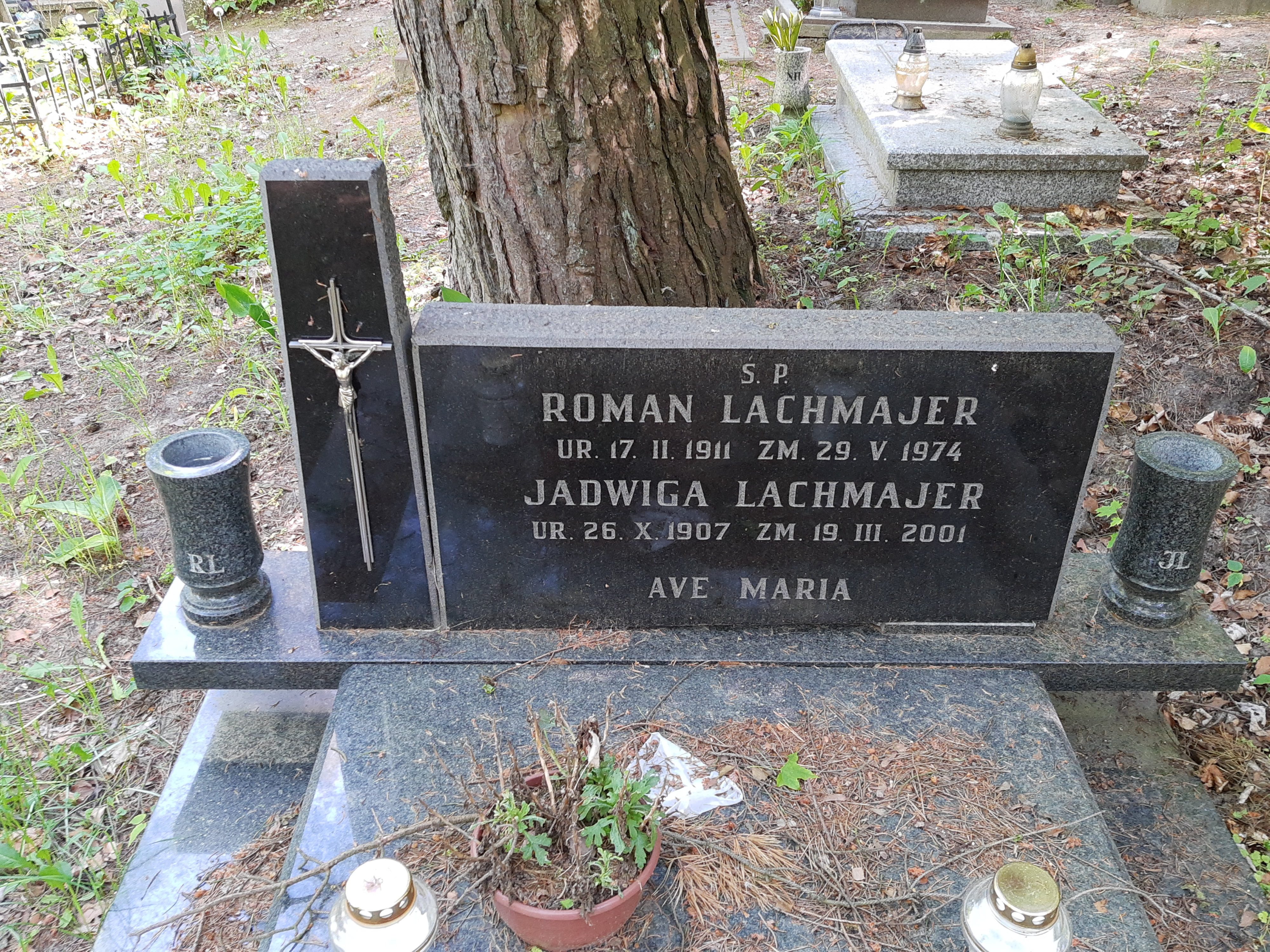
Grób prof. Jadwigi Lachmajer na Cmentarzu Srebrzysko

## Odznaczenia i nagrody[4]
- Złoty Krzyż Zasługi (1958)
- Krzyż Kawalerski Orderu Odrodzenia Polski (1964)
- Odznaka honorowa „Za wzorową pracę w służbie zdrowia”
- Odznaka honorowa „Zasłużonym Ziemi Gdańskiej” (1977)
- Złota Odznaka Polskiego Towarzystwa Entomologicznego (1986)